# Horace Jones
Horace Jones (ur. 20 maja 1819, zm. 21 maja 1887 w Londynie) – brytyjski architekt, konstruktor Tower Bridge w Londynie, mostu nad Tamizą.

## Życiorys
Był synem adwokata Davida Jonesa i jego żony Sarah Lydia Shephard. W 1843 roku Jones osiadł w Holborn jako architekt. Na początku 1864 objął stanowisko architekta miasta i geodety Londynu, gdzie był odpowiedzialny za jego urbanistykę i mosty nad Tamizą.